# Žralok zebrovitý
Žralok zebrovitý (Stegostoma tigrinum) je druh žraloka z řádu malotlamců, který pro svou unikátnost utváří samostatný rod Stegostoma i samostatnou čeleď pruhovcovití (Stegostomatidae).

## Systematika
Žralok zebrovitý je úzce příbuzný s vouskatcovitými a veležralokovitými, se kterými utváří samostatný klad. Vzájemné vztahy těchto taxonů zůstávají předmětem pokračujících diskusí.

## Popis
Tento středně velký žralok dosahuje délky 2,5 m, největší jedinci snad až 3,5 m. Mláďata bývají zebrovitě pruhovaná, což dalo žralokovi jeho druhové jméno. U dospělců se pruhy mění na tmavé skvrny na světlém podkladě. Tlama se nachází před očima, kolem nozder vyrůstají menší vousky. První hřbetní ploutev je výrazně větší než druhá. Řitní ploutev je posazena blízko k ocasní ploutvi. Ocasní ploutev dosahuje délky těla. Za postranně umístěnýma očima se nachází výrazná spirakula.

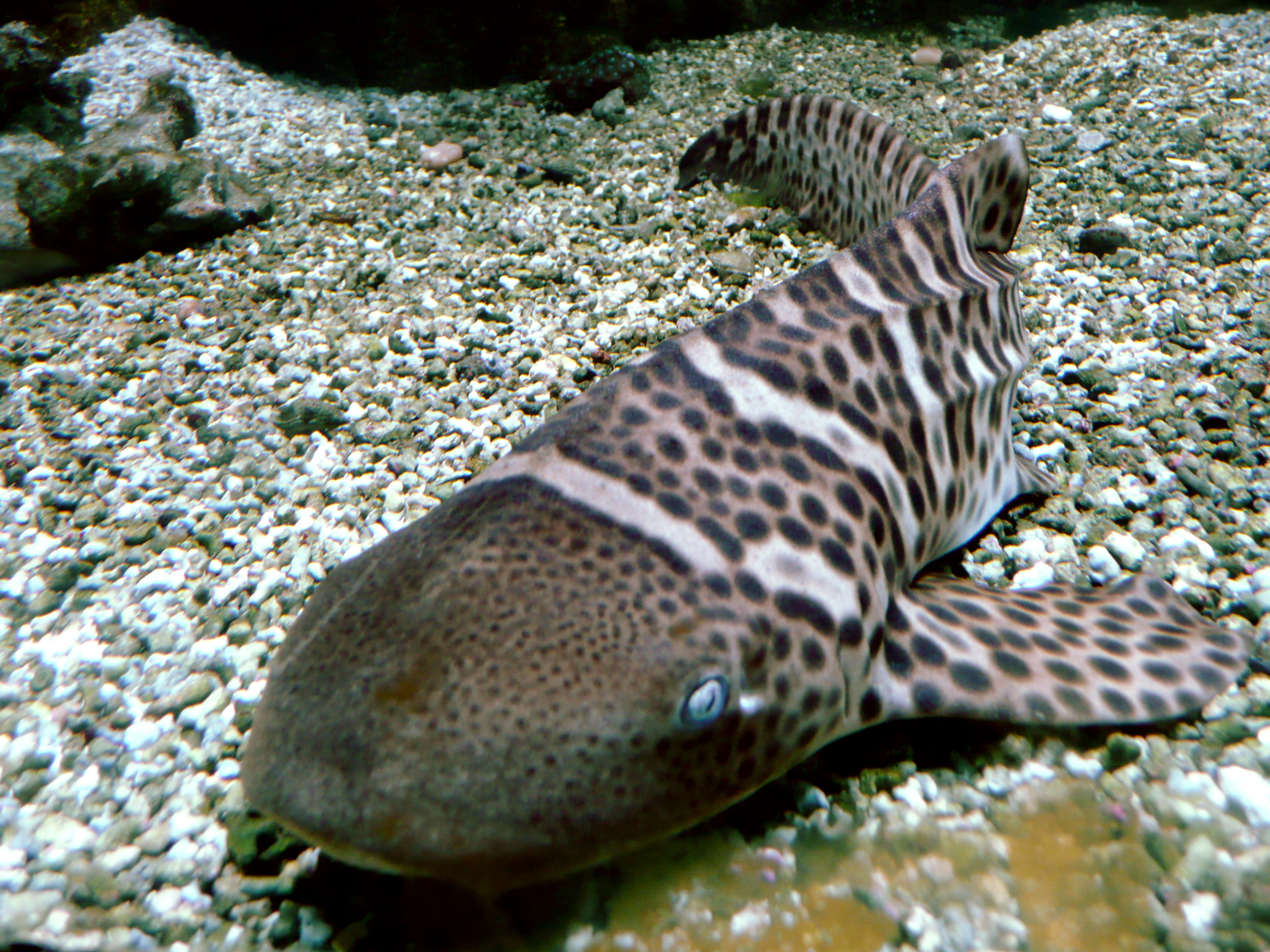
Nedospělý jedinec má příčně zebrovité pruhy
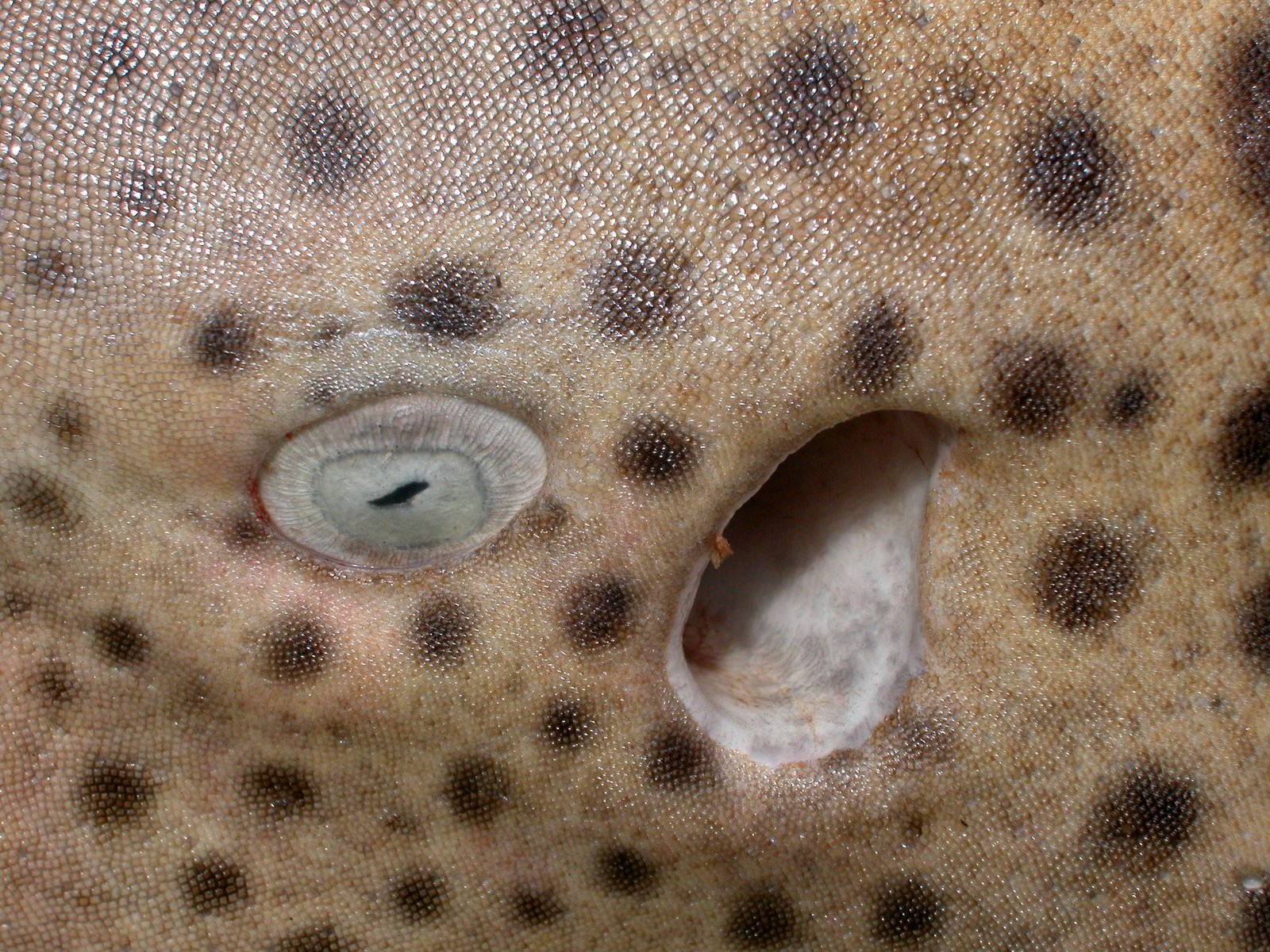
Oko a spirakulum
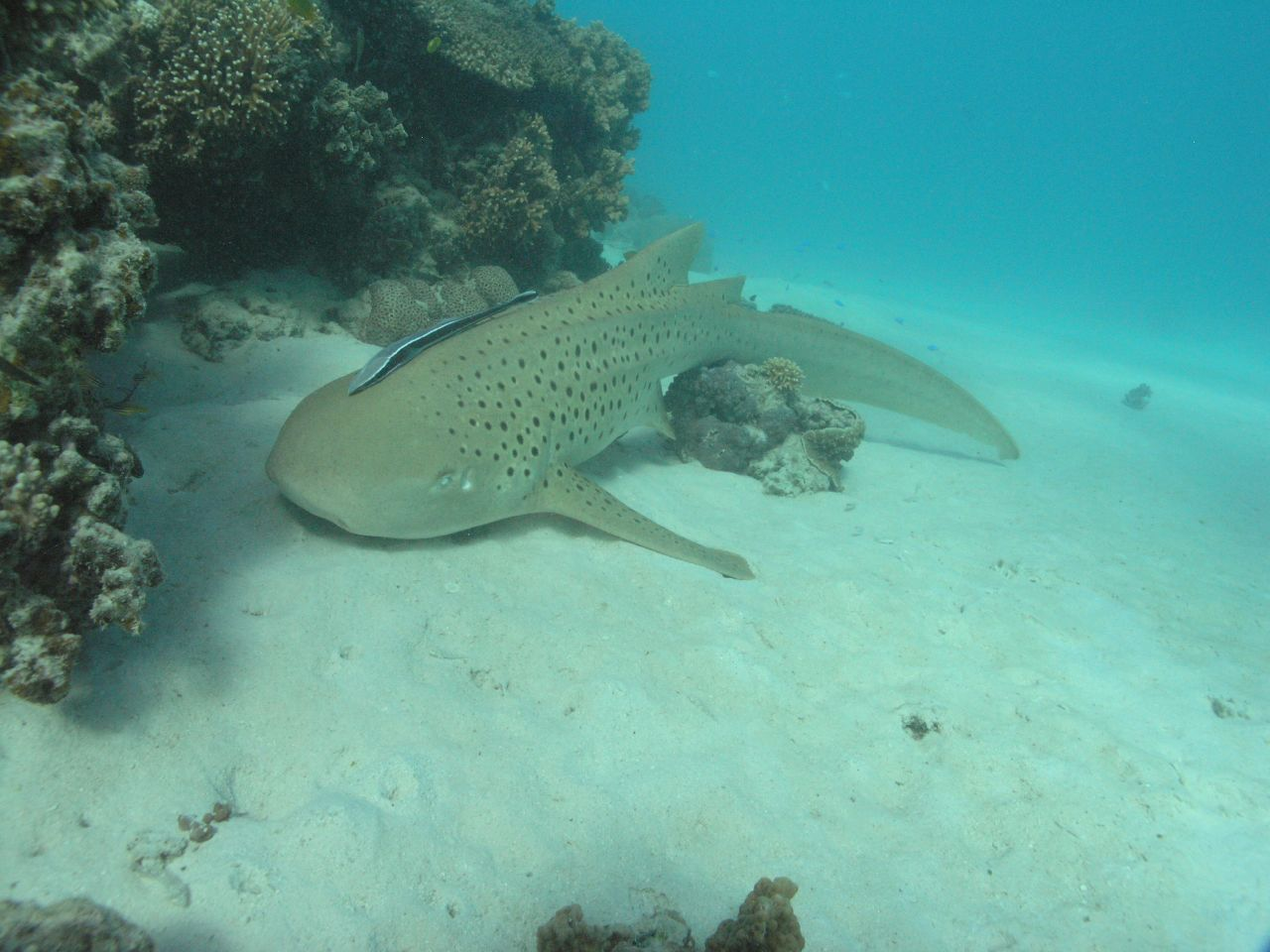
Žralok zebrovitý při odpočinku při dně
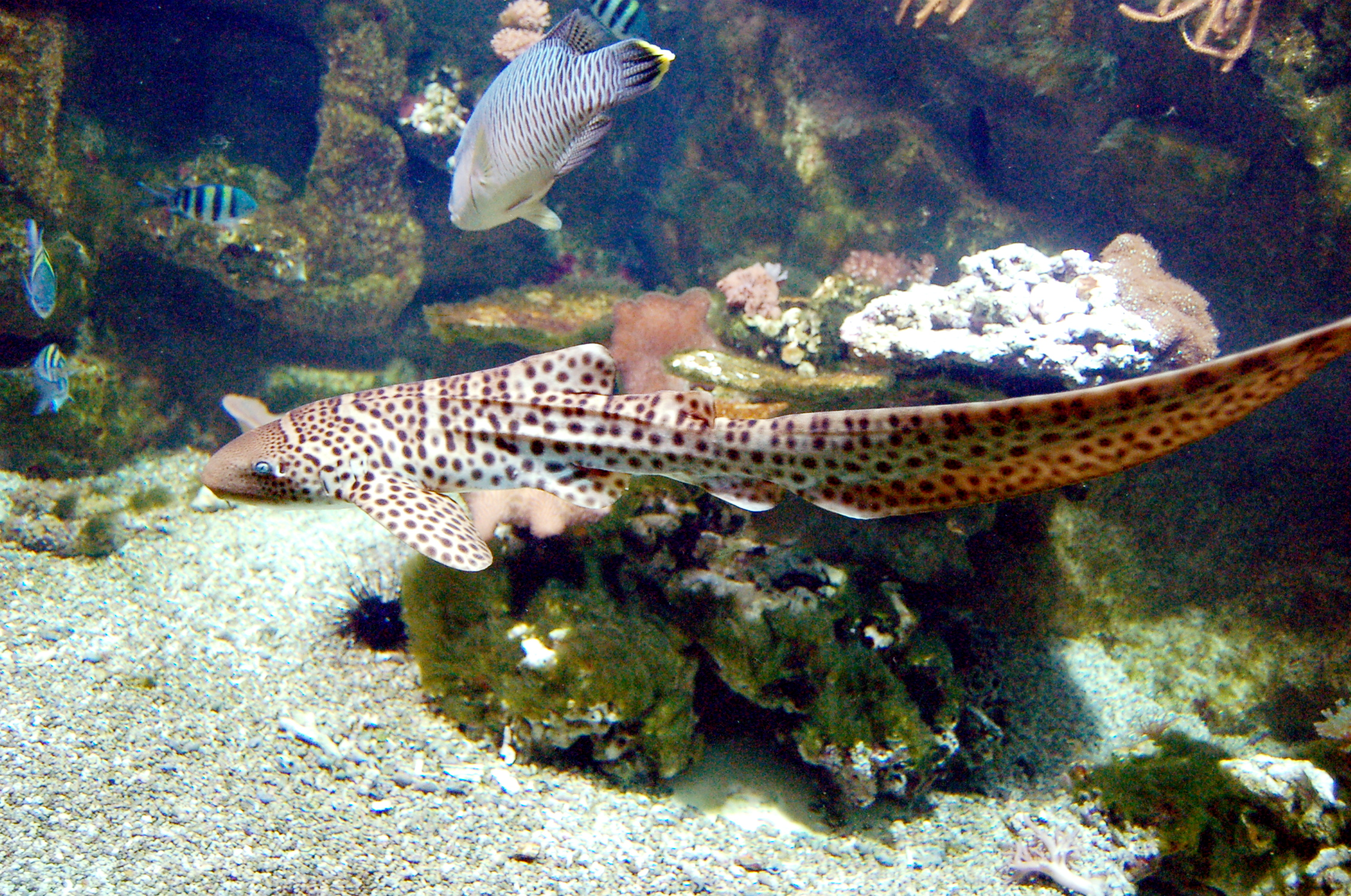
Nedospělý jedinec v akváriu

## Výskyt

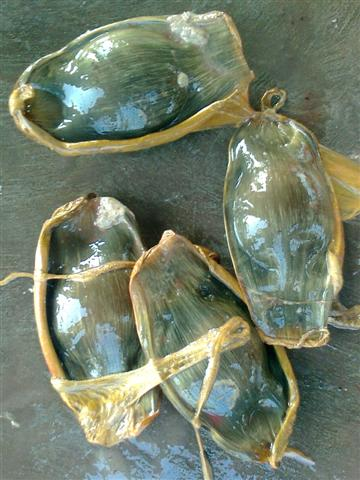
Schránky na vejce

Žralok zebrovitý se vyskytuje v pobřežních oblastech indopacifické oblasti. K západnímu cípu výskytu patří východní pobřeží Jihoafrické republiky, pokračuje na sever podél afrického kontinentu a Madagaskaru k Rudému moři a Adenskému zálivu, dále podél pobřeží Indického subkontinentu po jihovýchodní Asii. Obývá těž severní Austrálii, severní hranici areálu výskytu představuje Japonsko. Habitat druhu tvoří pobřežní mělká moře do 60 m, častý je na korálových útesech.

## Biologie
Jedná se o samotářského žraloka, vzácně však byl pozorován i ve skupinách. Pohybuje se pomalu u dna, kde často odpočívá. Je vejcorodý, samice klade vejce ve velkých schránkách o rozměrech 17×8 cm a tloušťce kolem 5 cm. Tyto schránky jsou tmavě hnědé až fialově černé s jemnými vlákny po stranách, které slouží k přichycení schránky k substrátu. Patrně klade několik schránek najednou. K potravě dospělců patří hlavně měkkýši, dále také korýši, kostnaté ryby a snad i vodní hadi. Díky svému útlému tělu se při hledání potravy snadno vecpe i do malých škvír.

## Ohrožení
Mezinárodní svaz ochrany přírody považuje žraloka zebrovitého za ohrožený druh. Kvalitní kvantitativní data chybí, avšak na základě informací z místních rybářských trhů a lodí je zřejmé, že žralok je ve velké části svého areálu výskytu často loven na maso, které je považováno v řadě zemí jihovýchodní Asie za pochoutku. Žraločí ploutve se používají na polévku, maso se i nasoluje a suší a prodává na místních trzích. Z jater se extrahují vitamíny. Často se chová v zajetí.